# Diabetis mellitus
La diabetis mellitus, sovint denominada simplement diabetis, és una síndrome de metabolisme alterat, produïda generalment per una combinació de causes hereditàries i ambientals, que resulta en un nivell de glucosa a la sang (glucèmia) anormalment elevat (hiperglucèmia). El nivell de glucosa a la sang està controlat per una interacció complexa de nombroses substàncies i hormones del cos, incloent-hi l'hormona insulina, fabricada a les cèl·lules beta del pàncrees. "Diabetis mellitus" es refereix a un grup de malalties que provoquen un nivell elevat de glucosa a la sang degut a defectes de la secreció de la insulina o de l'acció d'aquesta hormona al cos.
La diabetis mellitus de tipus 1 (DM1) es produeix a causa d'una producció reduïda d'insulina, mentre que la diabetis mellitus de tipus 2 (DM2) i la diabetis gestacional es deuen a una resistència als seus efectes. Les dues causes acaben provocant hiperglucèmia, que és la responsable principal dels signes aguts de la diabetis: una producció excessiva d'orina, més set i un augment de la ingestió de líquids per compensar, visió borrosa, pèrdua de pes sense motiu aparent, letargia i canvis en el metabolisme de l'energia.
Altres formes de diabetis mellitus inclouen la diabetis congènita, deguda a un defecte genètic de la secreció d'insulina; la relacionada amb la fibrosi quística o la diabetis d'esteroides induïda per altes dosis de glucocorticoides.
Si no es tracta, la diabetis pot causar moltes complicacions. Les complicacions agudes inclouen la cetoacidosi diabètica i el coma hiperosmolar. Les complicacions greus a llarg termini inclouen problemes cardiovasculars, insuficiència renal crònica i retinopatia diabètica. El tractament adequat de la diabetis és tan important com controlar la pressió arterial i un estil de vida saludable, sense fumar i mantenint un pes corporal correcte.
Totes les formes de la diabetis han estat tractables amb insulina d'ençà que va estar disponible el 1921, i la diabetis tipus 2 es pot controlar amb altres medicaments. La insulina i alguns medicaments orals poden causar hipoglucèmia, que pot ser perillós si és greu. Ambdós tipus 1 i 2 són malalties cròniques que no es poden curar. Per eliminar la malaltia s'ha provat el trasplantament de pàncrees amb èxit limitat en la DM tipus 1. La diabetis gestacional sol desaparèixer després del part.
El Dia Mundial de la Diabetis se celebra el 14 de novembre.

## Etimologia
Prové del llatí diabētes, i aquest del grec διαβήτης, (diabetes, 'córrer a través' amb δια o 'dia-', 'a través', i βήτης o 'betes', 'córrer', de διαβαίνειν (diabaínein, ‘travessar').
Com a terme per a referir-se a la malaltia caracteritzada per l'eliminació de grans quantitats d'orina (poliúria), comença a usar-se en el segle i en el sentit etimològic de «pas», al·ludint al «pas d'orina» de la poliúria. Va ser encunyat pel metge grec Areteu de Capadòcia.

## Història de la diabetis mellitus
La diabetis va ser una de les primeres malalties descrites, amb un manuscrit egipci dels volts del 1500 aC que esmenta "un excessiu buidatge de l'orina". Els primers casos descrits es creu que són de diabetis tipus 1. Els metges de l'Índia al voltant del mateix temps identificaren la malaltia i la van classificar com a Madhumeha o "l'orina de mel", assenyalant que l'orina atrauria les formigues. El terme "diabetis" va ser utilitzat per primera vegada el 230 aC pel grec Apol·loni Memfita. La malaltia era considerada rara en l'època de l'Imperi Romà, i Galè comenta que només havia vist dos casos durant la seva carrera.Això es deu possiblement a la dieta i l'estil de vida dels pobles antics, o perquè s'observaven els símptomes clínics en la fase avançada de la malaltia. Galè va batejar la malaltia com a "diarrea de l'orina" (diarrea urinosa). L'obra més antiga que sobreviu amb una referència detallada a la diabetis és la d'Areteu de Capadòcia (segon o principis del tercer segle EC). Va descriure els símptomes i el curs de la malaltia, que va atribuir a la humitat i el fred, el que reflecteix les creences de l'"Escola pneumàtica". Es va plantejar la hipòtesi d'una correlació de la diabetis amb altres malalties i va discutir el diagnòstic diferencial de la mossegada de serp que també provoca set excessiva. La seva obra va romandre desconeguda a Occident fins a mitjan segle xvi quan, el 1552, es va publicar a Venècia la primera edició llatina de la seva obra.
La diabetis tipus 1 i tipus 2 van ser identificades com a condicions separades per primera vegada pels metges indis Sushruta i Charaka el 400-500 EC. La de tipus 1 s'associava amb la joventut i el tipus 2 amb l'excés de pes. El terme "mellitus" o "de la mel" va ser afegit pel britànic John Rolle a la fi del 1700 per separar la condició de la diabetis insípida, que també està associada amb la micció freqüent. El tractament efectiu no es va desenvolupar fins a la primera part del segle xx, quan els canadencs Frederick Banting i Charles Herbert Best aïllaren la insulina purificada en 1921 i 1922.Això fou seguit pel desenvolupament de la insulina d'acció prolongada NPH en la dècada del 1940.

## Classificació
Hi ha diferents tipus de DM:

### Diabetis mellitus de tipus 1
(Ja no ha d'utilitzar-se el terme Diabetis insulinodepenent)
Característicament existeix en l'època primerenca de la vida i es deu a un dèficit absolut d'insulina, producte de la destrucció de les cèl·lules beta del pàncrees per processos auto-immunes o idiopàtics. Només prop d'1 entre cada 20 persones diabètiques té diabetis tipus 1, la qual es presenta més sovint en joves i nens. Aquest tipus de diabetis es coneixia com a diabetis mellitus insulinodependent o diabetis juvenil. En aquesta, les cèl·lules beta del pàncrees no produïxen insulina o en produïxen molt poca. En els primers anys de la malaltia solen restar reserves pancreàtiques que permeten una secreció mínima d'insulina (aquest període es diu lluna de mel).
La diabetis tipus 1 es pot presentar a qualsevol edat i es diagnostica una proporció significativa durant l'edat adulta. La diabetis autoimmunitària latent de l'adult (LADA) és el terme diagnòstic aplicat quan es desenvolupa diabetis tipus 1 en adults; té una aparició més lenta que la DM1 en els nens.

### Diabetis mellitus de tipus 2
(Ja no ha d'utilitzar-se el terme Diabetis no insulinodependent)
Es caracteritza per un complex mecanisme fisiopatològic, el tret principal del qual és el dèficit relatiu de producció d'insulina i una deficient utilització perifèrica pels teixits de glucosa (resistència a la insulina). Es desenvolupa sovint en etapes adultes de la vida, i és molt freqüent l'associació amb l'obesitat; anteriorment anomenada diabetis de l'adult, diabetis relacionada amb l'obesitat, diabetis no insulinodepenent. Diversos fàrmacs i altres causes poden, no obstant això, causar aquest tipus de diabetis. És molt freqüent la diabetis tipus 2 associada a la presa perllongada de corticoides, sovint associada a l'hemocromatosi no tractada.

### Diabetis gestacional
Es caracteritza per hiperglucèmia induïda per l'embaràs.

### Altres tipus de diabetis mellitus
Altres tipus de diabetis < 5% de tots els casos diagnosticats:
- Diabetis tipus MODY (diabetis de l'adult d'inici juvenil)
- Diabetis neonatal
- Diabetis autoimmunitària latent de l'adult (LADA)
- Diabetis esteroidal (induïda per glucocorticoides)
- Tipus 3c, per lesió del pàncrees, com en pancreatitis crònica o fibrosi quística

## Símptomes i signes
La DM2 si no està mal controlada és fonamentalment asimptomàtica. Altrament poden aparèixer els següents:
- Poliúria, polidípsia i polifàgia.
- Major susceptibilitat a les infeccions (sobretot candidiasi):
  - Vulvovaginitis en dones,
  - Balanitis en homes,
  - Muguet (candidiasi oral).
- Pèrdua de pes malgrat de la polifàgia.
- Absència de la menstruació a les dones (amenorrea).
- Aparició d'impotència als homes.
- Dolor abdominal.
- Fatiga o cansament.

## Fisiopatologia

Mecanisme d'alliberament de la insulina en cèl·lules beta pancreàtiques normals. La producció d'insulina és més o menys constant dins de les cèl·lules beta, sense tenir en compte el nivell de glucosa a la sang. És emmagatzemada dins de vacúols abans del seu alliberament, via exocitosi, que sol estar desencadenat pel menjar, principalment els aliments que contenen glucosa absorbible. El disparador principal és un augment del nivell de glucosa a la sang després de menjar.

La insulina és l'hormona principal que regula l'absorció de glucosa de la sang cap a l'interior de les cèl·lules (principalment cèl·lules musculars i grasses, però no les cèl·lules del sistema nerviós central). Per tant, una deficiència de la insulina o una insensibilitat dels seus receptors té un paper central en totes les formes de diabetis mellitus.
La majoria de glúcids de la sang són transformats en poques hores en el monosacàrid glucosa, el glúcid principal de la sang, utilitzat com a combustible pel cos. Les excepcions més significatives són la fructosa, la majoria de disacàrids (excepte la sucrosa i en algunes persones la lactosa), i tots els polisacàrids més complexos, amb la destacada excepció del midó. La insulina és alliberada a la sang per cèl·lules beta dels illots de Langerhans al pàncrees, en resposta a l'augment del nivell de glucosa a la sang, generalment després de menjar. La insulina és utilitzada per aproximadament dos terços de les cèl·lules del cos per absorbir glucosa de la sang per utilitzar-la com a combustible, per convertir-la en altres molècules necessàries, o per emmagatzemar-la.
La insulina també és el principal senyal de control per la conversió de glucosa en glicogen per emmagatzemar-la a l'interior de les cèl·lules hepàtiques i musculars. Un nivell baix de glucosa resulta tant en un alliberament reduït d'insulina de les cèl·lules beta com en la conversió inversa de glicogen en glucosa quan cauen els nivells de glucosa. Aquest procés és controlat principalment per l'hormona glucagó, que té l'efecte contrari de la insulina. La glucosa recuperada d'aquesta manera pel fetge torna al flux sanguini; les cèl·lules musculars manquen del mecanisme d'exportació necessari.
Els nivells elevats d'insulina incrementen alguns processos anabòlics com ara el creixement i duplicació cel·lulars, la síntesi de proteïnes i l'emmagatzemament de greixos. La insulina (o la manca d'insulina) és el senyal principal en la conversió de la majoria dels processos bidireccionals del metabolisme d'una direcció catabòlica a una d'anabòlica, i viceversa. En concret, un nivell baix d'insulina és el que determina l'inici o la fi de la cetosi (la fase metabòlica de combustió de greixos).
Si la quantitat d'insulina disponible no és suficient, si les cèl·lules responen malament als efectes de la insulina (insensibilitat a la insulina o resistència a la insulina), o si la insulina en si és defectuosa, aleshores la glucosa no serà absorbida adequadament per les cèl·lules del cos que la necessiten, i tampoc no serà emmagatzemada adequadament al fetge i els músculs. L'efecte net és un nivell alt persistent de glucosa a la sang, una síntesi proteica pobra i altres trastorns metabòlics, com ara acidosi.

## Diagnòstic
Es basa en el mesurament únic o de forma contínua (fins a 2 vegades) de la concentració de glucosa en plasma. L'Organització Mundial de la Salut (OMS) va establir els següents criterisen el 1999 per a establir amb precisió el diagnòstic:
- Símptomes clàssics de la malaltia (Organització Mundial de la Salut: Poliúria, Polidípsia, Polifàgia i Pèrdua de pes inexplicable) més una presa sanguínia casual o a l'atzar amb xifres majors o iguals de 200mg/dl (11,1 mmol/L).

- Mesurament de glucosa en plasma en dejú major o igual a 126mg/dl (7.0 mmol/L). Dejuni es defineix com no haver ingerit aliments en almenys 8 hores.

- La prova de tolerància a la glucosa oral (corba de tolerància a la glucosa). El mesurament en plasma es fa dues hores posteriors a la ingesta de 75g de glucosa en 30ml d'aigua; la prova és positiva amb xifres majors o iguals a 200mg/dl.

- Hemoglobina glicosilada (Hb A1C) ≥ 6,5%. Si bé no es tenia en compte com a mitja diagnòstic, en una darrera revisió es considera com a prova diagnòstica.[15]

## Causes
Al principi es pensava que el factor que predisposava a la malaltia era un consum alt d'hidrats de carboni de ràpida absorció. Després es va veure que no hi havia un augment de les probabilitats de tenir diabetis mellitus pel consum d'hidrats de carboni d'assimilació ràpida.

Actualment es pensa que els factors més importants en l'aparició d'una diabetis tipus 2 són, a més d'unes possibles resistència a la insulina i intolerància a la glucosa, l'excés de pes i la falta d'exercici. Per a la diabetis tipus 1 prevalen, fonamentalment, l'herència genètica, o bé, alguna malaltia que influeixi en el funcionament del pàncrees (diabetis tipus 1 fulminant).

L'activitat física millora l'administració de les reserves de sucres del cos i actua de reguladora de les glucèmies. Les reserves de glucogen augmenten i es dosen millor quan el cos està en forma, ja que els greixos es cremen amb més facilitat, reservant més els hidrats de carboni per a esforç intensos o fent en cas que l'activitat sigui molt llarga que les reserves aguantin més temps.

L'edat és un factor de risc important. El 2012, tan sols l'1,19% de les defuncions per diabetis als Estats Units es produïren en persones de menys de 35 anys, mentre que el 71,53% es produïren en individus de 65 anys o més.

## Malalties a conseqüència de la diabetis
Independent del tipus de diabetis mellitus, un mal nivell de sucre en la sang conduïx a les següents malalties. Les bases són les modificacions permanents de les estructures constructores de proteïnes i l'efecte negatiu dels processos de reparació, p. ex.: la formació desordenada de nous vasos sanguinis.
- Esteatosi hepàtica: fetge gras.
- Macroangiopatia: dany dels vasos sanguinis grans artèries causant:
  - Infart: infart de miocardi, accident vascular cerebral,
  - Isquèmia: angina de pit, claudicació intermitent d'extremitats inferiors, etc.
- Microangiopatia: dany dels petits vasos sanguinis.
- Nefropatia: dany renal.[17]
- Neuropatia: dany dels nervis perifèrics: pèrdua de sensibilitat, principalment a les extremitats inferiors començant pels peus i cames.
- Retinopatia: dany de la retina.[18]

## Complicacions agudes
- Coma diabètic: el coma diabètic és la conseqüència més greu de la diabetis i per això de perill mortal. En un coma diabètic poden presentar-se valors de glucosa en la sang de 1000 mg/dl o inferiors a +/-45mg/DL (els valors normals de glucosa en la sang són de 60 a 120 mg/dl. A més, ocorre una sobre acidificació de la sang (acidosi metabòlica). Aquest coma és ocasionat per infeccions, errors en l'alimentació (massa carbohidrats) o en el cas de diabètics que s'injecten insulina, per un dosatge erroni de la insulina.
- Hiperglucèmia: Elevació del nivell de glucosa en sang per sobre dels 180 mg/DL en valor postprandial. Sol ser conseqüència d'error en el dosatge d'insulina, excés d'hidrats de carboni en el menjar (que també podria considerar-se error en el dosatge d'insulina), o per prendre medicaments que eleven el nivell de glucosa en sang, tals com els anticonceptius orals o els corticoides.
- Hipoglucèmia: Disminució del nivell de glucosa en sang per sota dels 60 mg/DL. Pot ser conseqüència d'exercici físic no habitual o sobreesforç, sobredosi d'insulina, canvi en el lloc habitual d'injecció, ingesta insuficient d'hidrats de carboni, diarrea o vòmits, etc.

Els valors indicats son susceptibles de canvis, segons alguns factors com l'edat.

## Tractament
Tant en la diabetis tipus 1 com en la tipus 2, com en la gestacional, l'objectiu del tractament és restaurar els nivells glucèmics normals, entre 70 i 105 mg/dl. En la diabetis tipus 1 i en la diabetis gestacional s'aplica un tractament substitutiu d'insulina o anàlegs de la insulina. En la diabetis tipus 2 pot aplicar-se un tractament substitutiu d'insulina o anàlegs, o bé, un tractament amb antidiabètics orals.
Per a determinar si el tractament està donant resultats adequats es realitza una prova afinada d'hemoglobina glucosilada (HbA1c o A1c). Una persona No-diabètica té una HbA1c < 6%. El tractament hauria d'acostar els resultats de la A1c el màxim possible a aquests valors.
Un ample estudi denominat DDCT va demostrar que bons resultats en l'A1c durant anys redueixen o fins i tot eliminen l'aparició de complicacions tradicionalment associades a la diabetis: insuficiència renal crònica, retinopatia diabètica, neuropatia perifèrica, etc.
Un tractament complet de la diabetis ha d'incloure una dieta sana (Una dieta que inclogui tots els elements bàsics de l'alimentació en una proporció adient: proteïnes, hidrats de carboni, i greixos, i també fruites i verdures, per contra s'hauria d'evitar la ingestió de sucres ràpids) i exercici físic moderat i habitual. Així mateix convé eliminar altres factors de risc quan apareixen al mateix temps com la hipercolesterolèmia. També es recomana un augment de l'activitat física.
Per a aconseguir un bon control de la Diabetis Mellitus, en tots els tipus d'aquesta, és imprescindible l'Educació Terapèutica en Diabetis que, impartida per professionals sanitaris específicament formats en Educació Terapèutica en Diabetis (mèdics o infermers/as-Educadors Terapèutics en Diabetis-), persegueix l'ensinistrament de la persona amb Diabetis i de les persones properes a ella, per a aconseguir un bon control de la seva malaltia, modificant els hàbits que fossin necessaris, per al bon seguiment del tractament (Dieta + Exercici Físic + Tractament medicamentós - si s'escau -).

### Dieta
Es recomana una ingesta alta en fibra alimentària, especialment fibra soluble, però baixa en greixos (especialment els saturats). Les recomanacions de la fracció del total de calories que s'obtinguin de carbohidrats en una revisió de 2006 varien de 40 a 65%. Sembla aconsellable reduir la seva ingesta d'hidrats de carboni que tenen un alt índex glucèmic (IG). En cas d'hipoglucèmia, cal prendre aliments o begudes que elevin la glucosa en sang ràpidament, seguit de la presa de carbohidrats d'acció prolongada.

### Fàrmacs
- Antidiabètics orals, per a DM2. S'inicia el tractament amb metformina. Si no s'assoleix l'objectiu s'aconsella associar-la amb una sulfonilurea.
- Insulina: per a DM1, diabetis gestacional; i DM2 que no es controli amb antidiabètics orals.

## Control de la persona amb diabetis
Per tal de monitorar la possible afectació els òrgans afectats (òrgans diana) i establir possibles canvis en el tractament.

### Anamnesis i exploracions bàsiques
- Revisió del pla d'alimentació i exercici físic.
- Revisió de la medicació (si en pren).
- Revisió de les glucèmies (generalment d'autocontrol), si està en tractament farmacològic.
- Pressió arterial, pes.

### Anàlisis de laboratori
- Funcionament renal amb: creatinina, i microalbuminúria en orina recent (rarament és precisa en orina de 24 h.).
- Hemoglobina glicosilada.
- Perfil lipídic.

### Altres exploracions
- Revisió anual de fons d'ull.
- Revisió vascular: auscultació cardíaca, electrocardiograma, polsos perifèrics.[7][23]
- Revisió dels peus: polsos de l'artèria pèdia i de la tibial posterior, sensibilitat, presència de clivelles, durícies, onicomicosi, ungles encarnades, tipus de calçat.

## Actuacions davant una persona diabètica en casos d'emergència
En casos d’emergència, és important saber que el glucagó és una hormona produïda pel pàncrees. Ajuda a controlar el nivell de glucosa (sucre en sang) del cos. Quan els nivells de glucosa cauen, el pàncrees allibera glucagó al torrent sanguini.
Actualment, el glucagó es ven a les farmàcies com a medicació, aquest medicament s'ha de comprar, ja que és imprescindible i la persona que pateix diabetis sempre ha de portar-lo juntament amb la insulina ràpida i un suc (en cas que el sucre baixi i ens doni temps per reaccionar).

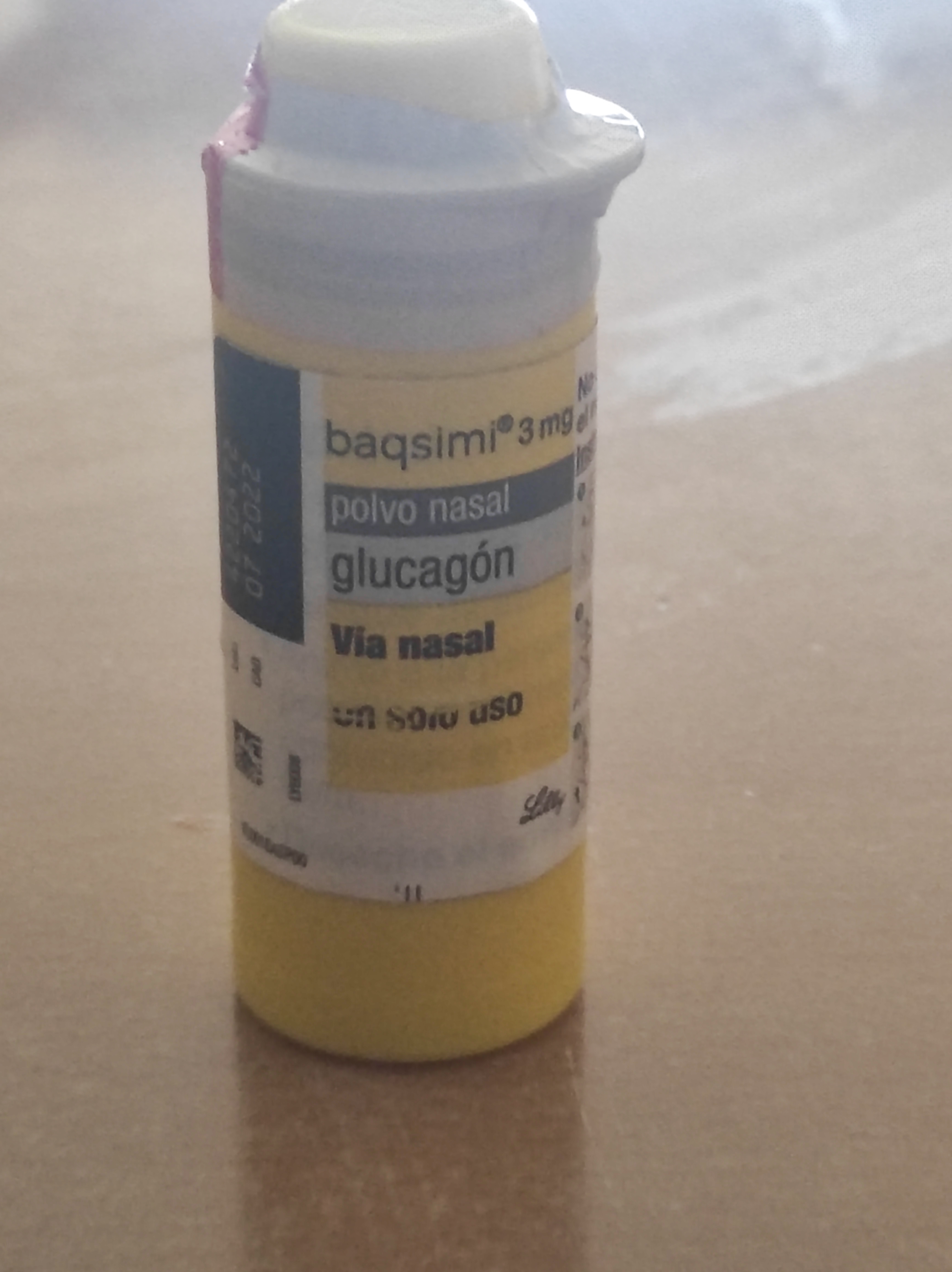
Glucagó, medicació utilitzada per a la hipoglucèmia diabètica, en cas d’emergència.
En els casos d’hipoglucèmia, si som conscients i hem notat els símptomes, primer hem de revisar la glucosa en sang, després agafarem 15 grams d’aliment i esperarem 15 minuts, si veiem que el sucre no ha augmentat, repetim el procés fins que el sucre pugi a nivells normals i s'estabilitzi. Si veiem que no ens estabilitzem, truquem a Emergències.
En cas que el pacient estigui inconscient:
Administrar Glucagon, un medicament de rescat injectable que totes les persones amb diabetis haurien de tenir a casa. Després d’administrar-lo, caldria trucar a Emergències.
Si el glucagó no està disponible, caldrà trucar immediatament a Emergències.
• No s'ha d’administrar mai cap aliment, líquid o sòlid, a una persona inconscient.
Quan la persona s'ha recuperat de l'estat inconscient, hem de donar-li 15 grams de menjar i esperar quinze minuts, a diferència del primer cas, no s'haura d'ingerir 15 grams d'aliments, ja que la persona ja s'havia recuperat amb el Glucagó i els 15 grams de menjar que hem donat. En cas d’hiperglucèmia, hem d’administrar molt de líquid a la persona, preferiblement aigua, mai una beguda ensucrada, i administrar, si cal, una dosi addicional d’insulina. Aleshores, haureu d’anar a l’hospital per comprovar si existeix cetoacidosis.
Actualment, hi ha casos de descompensació, una descompensació és quan una infecció o malaltia provoca pujades de glucosa en sang. Això succeeix perquè l’organisme augmenta la producció de certes hormones per lluitar contra la infecció. Això provoca un augment del sucre en sang i una possible descompensació diabètica. En cas que això passi, el primer que hauríem de fer és revisar el sucre cada hora si es manté el sucre o tenim poques pujades després de menjar i aplicar insulina, perquè no passa res, però si veiem que el sucre no baixa encara que ens apliquem insulina i ens alimentem amb les racions corresponents, hem d’anar a Emergències, és possible que estiguem davant d’una descompensació diabètica a causa de la infecció. Al servei d’urgències faran un diagnòstic, mesuraran el sucre en sang i també mesuraran l’acetona (que no ha de ser elevada en cas de descompensació diabètica a causa de la infecció). Quan hagin fet el diagnòstic, el metge recomanarà menjar menys del normal i injectar una mica més d’insulina, haurem de seguir mesurant la glucosa cada hora.

## Epidemiologia

La prevalença de la diabetis en tot el món el 2000 (per cada 1000 habitants). La mitjana mundial va ser de 2,8%.
sense dades
≤ 7.5
7.5–15
15–22.5
22.5–30
30–37.5
37.5–45
45–52.5
52.5–60
60–67.5
67.5–75
75–82.5
≥ 82.5

L'any 2000, segons l'Organització Mundial de la Salut, com a mínim 171 milions de persones a tot el món patien de diabetis, o el 2,8% de la població. La seva incidència està augmentant ràpidament, i s'estima que el 2030, aquest nombre gairebé es duplicarà. La diabetis mellitus es produeix a tot el món, però és més comuna (especialment de tipus 2) en els països més desenvolupats. El major increment en la prevalença, però, s'espera que passi a Àsia i Àfrica, on probablement es trobaran el 2030 la majoria dels pacients. L'augment en la incidència de la diabetis en els països en desenvolupament segueix la tendència de la urbanització i els canvis d'estil de vida, potser el més important, la dieta d'"estil occidental".